# The焼肉ムービー プルコギ
『The焼肉ムービー プルコギ』（ざ やきにくムービー プルコギ）は、2007年に公開された日本映画。製作及び配給はファントム・フィルム。具光然の『焼肉小説「プルコギ」』（出版：小学館）が原作。田村高廣の遺作となった作品である。

## 概要
人気テレビ番組「ヤキニクバトルロワイヤル」で赤肉料理で連戦連勝を続ける、巨大焼肉チェーン店「トラ王」の御曹司トラオ。「トラ王」もヤキニクバトルロワイヤルでのトラオ人気で全国制覇を目論むが、唯一北九州市だけ全く売り上げが伸びない。その理由は、焼肉の達人韓老人の下、修行に励むタツジと、韓老人の孫で看板娘のヨリが切り盛りする白肉（ホルモン焼き）の店「プルコギ食堂」が絶大な人気を誇っているため。北九州地区を制覇するべく、あの手この手でプルコギ食堂をつぶしにかかるトラ王。妨害を受けても店の人気は衰えなかったが、そんなさ中、韓老人が亡くなる。タツジは「トラ王」を叩き潰すため、韓老人直伝のコプチャンをもって「ヤキニクバトルロワイヤル」に出演、勝利をめざす。

## スタッフ
- 監督：グ・スーヨン
- 製作：片岡公生　原田雅弘
- 原作：具光然
- 脚本：具光然
- 音楽：MaMiMery
- 撮影：無州英行
- 料理監修：服部幸應
- 主題歌：山崎まさよし「NAVEL」
- 製作プロダクション:東京映像工房、ピラミッド・フィルム

## 配役
- 松田龍平：タツジ
- 山田優：ヨリ
- ARATA：トラオ
- 田村高廣：韓老人
- 桃井かおり：トラ王会長
- 田口トモロヲ：会長の部下
- 竹内力：「ヤキニクバトルロワイヤル」司会
- 前田愛：「ヤキニクバトルロワイヤル」レポーター
- ムッシュかまやつ：プルコギ食堂の客
- 津川雅彦：「ヤキニクバトルロワイヤル」審査員長
- 服部幸應：「ヤキニクバトルロワイヤル」審査員
- 矢沢心：トラオの料理アシスタント
- リリー・フランキー：料理評論家
- 山本譲二
- 紺野千春
- 坂井真紀
- 倍賞美津子
- 笹野高史